# Christine Chubbuck
Christine Chubbuck (Hudson, 24 agosto 1944 – Sarasota, 15 luglio 1974) è stata una giornalista e conduttrice televisiva statunitense, divenuta nota per essersi suicidata con un colpo di pistola alla testa mentre stava conducendo una trasmissione in diretta televisiva.

## Biografia

### Origini e formazione
Christine Chubbuck nacque ad Hudson, nell'Ohio, da Margaret D., soprannominata "Peg", e George Chubbuck. Aveva anche due fratelli, Greg e Tim. Ha studiato presso la Laurel School, una scuola privata femminile situata a Cleveland. Subito dopo frequenta per un anno la Miami University di Oxford diplomandosi in arti teatrali; frequenta poi l'Endicott College a Beverly, nel Massachusetts. Successivamente, nel 1965, conseguirà una laurea in radiodiffusione all'Università di Boston.

### L'inizio della carriera televisiva
A partire dal 1966 lavora nella rete televisiva WVIZ a Cleveland e l’anno successivo partecipa ad un workshop estivo in radio e televisione all'università di New York. Nel 1968 lavora per alcuni mesi nelle stazioni televisive pubbliche di Pittsburgh e Canton. I successivi quattro anni è impiegata come operatrice informatica. Si trasferirà poi definitivamente a Sarasota dove per altri due anni lavora in una società di televisioni via cavo. All’inizio degli anni 1970 torna a vivere con i genitori nella loro casa di Siesta Key. Dopo il divorzio dei genitori fu però costretta a una continua migrazione di città in città.
Come volontaria ha anche prestato servizio all'ospedale di Sarasota, dedicandosi soprattutto al mettere in scena piccoli spettacoli per bambini affetti da gravi disabilità, interagendo con loro anche tramite dei burattini. Il proprietario della WXLT-TV, Bob Nelson, che aveva inizialmente assunto la Chubbuck come giornalista, successivamente le affidò la conduzione di un talk show dal titolo "Suncoast Digest", in cui trattava temi scottanti come l'alcolismo e la droga.

### La depressione e i problemi di salute
Per diversi giorni, Christine parlò con i suoi genitori di aver manifestato una rara forma di depressione e di manifestare anche numerose tendenze suicide. Aveva tentato anche un'overdose per droghe nel 1970. Inoltre si fece visitare da uno psichiatra fino a diverse settimane prima della morte. La madre di Christine decise di non riferire alla stazione dove la figlia lavorava delle tendenze suicide che aveva, poiché temeva che sarebbe stata licenziata.
La difficoltà di trovare un uomo che le stesse vicino fu principalmente la causa della sua depressione, nonostante suo fratello Greg avesse dichiarato che uscì con un uomo prima di trasferirsi a Sarasota, lamentando però numerose difficoltà nel riuscire a stabilire dei contatti esterni. Sempre lo stesso Greg dichiarò che la sorella ebbe due relazioni: la prima da adolescente, quando si mise con uomo che però morì in un incidente stradale, e la seconda già da adulta, ma fu costretta a interrompere la relazione a causa delle pressioni del padre, il quale, antisemita convinto, non le lasciava frequentare il suo ragazzo perché ebreo.
Inoltre, la sua ovaia destra era stata rimossa durante un'operazione chirurgica e le venne anche diagnosticato che se non fosse rimasta incinta in due o tre anni, sarebbe stato del tutto improbabile che potesse riuscire ad avere bambini. Tre settimane prima della sua morte aveva chiesto al direttore della stazione televisiva di avere il permesso di condurre un servizio incentrato sul suicidio. Il direttore accettò e decise di mandarlo in onda.

### Il suicidio in diretta TV
La mattina del 15 luglio 1974 Christine tenne in diretta televisiva il servizio che aveva chiesto al direttore. Nel servizio doveva essere presente anche un ospite, il quale aspettò in studio, mentre Christine era seduta alla sua scrivania davanti alle telecamere. Dopo circa otto minuti dall'inizio della trasmissione, Christine pronunciò le seguenti parole:
Dopodiché, dalla sua borsa estrasse una rivoltella e si sparò alla tempia, cadendo per terra. La trasmissione fu interrotta subito dopo sotto l'incredulità e lo shock dei tecnici presenti in studio. Alcuni telespettatori, scioccati dall'evento, chiamarono immediatamente la polizia, mentre altri contattarono la stazione televisiva per capire se tutto ciò fosse realmente accaduto o solo uno scherzo di cattivo gusto, fino a ricevere la risposta da parte della stessa emittente che nulla era stato costruito. Trasportata d'urgenza all'ospedale, venne ufficialmente dichiarata morta dopo 14 ore. Il suo corpo fu in seguito cremato e le sue ceneri sparse nel Golfo del Messico.

## Nella cultura di massa
- Quinto potere film del 1976, ispirato in parte dalle vicende della giornalista

- Condition - cortometraggio del 2003 che narra delle ultime ore di Christine prima di suicidarsi;

- Christine - film del 2016 con protagonista Rebecca Hall dedicato alla giornalista;

- Kate Plays Christine - documentario del 2016 presentato in anteprima al Sundance Film Festival.